# McDonnell Douglas CF-18 Hornet
El CF-18 Hornet es una versión del caza polivalente F/A-18 Hornet fabricado por la compañía estadounidense McDonnell Douglas para Canadá. Es designado CF-188 por las Fuerzas Canadienses.

## Variantes

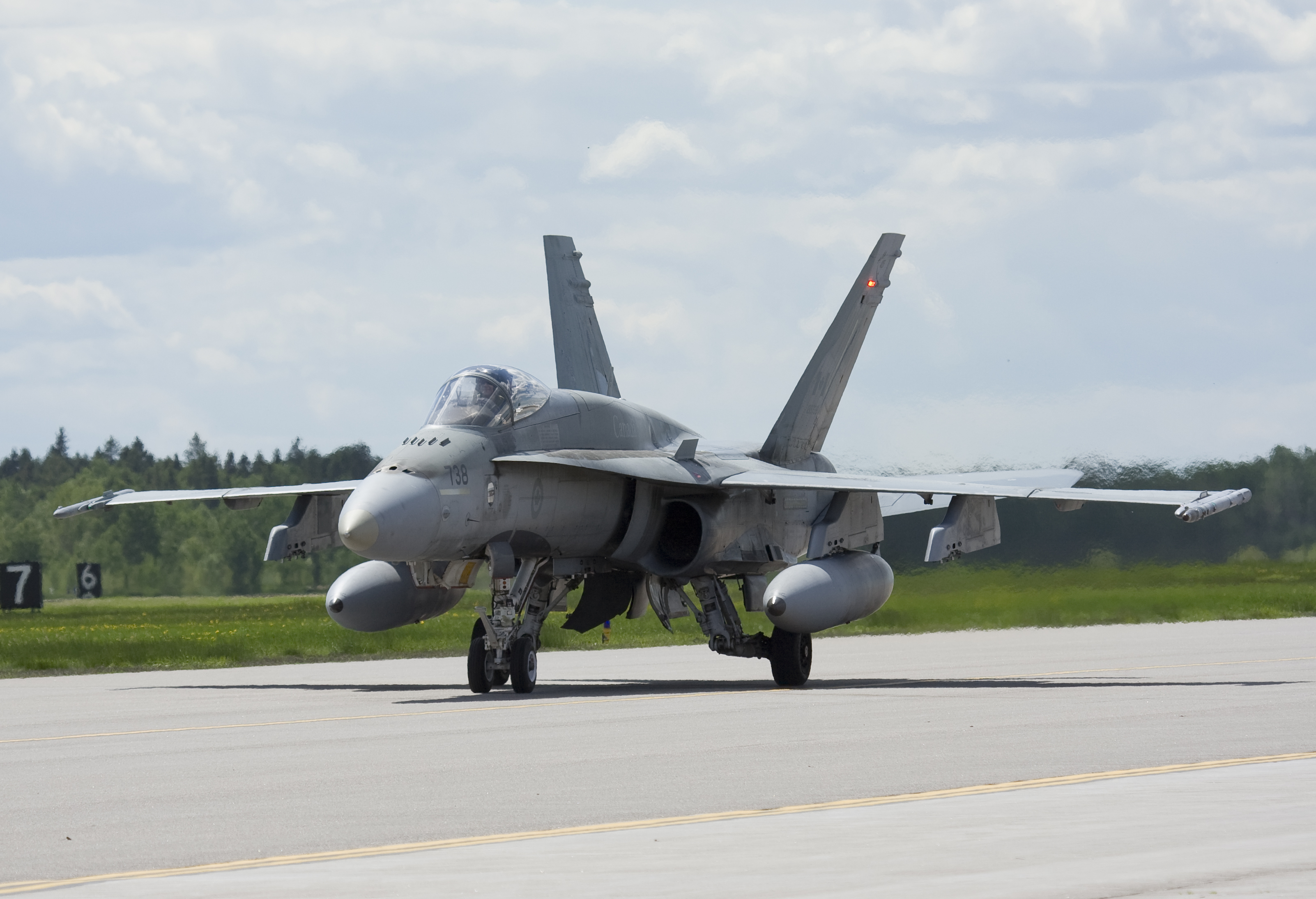
CF-188A Hornet modernizado.

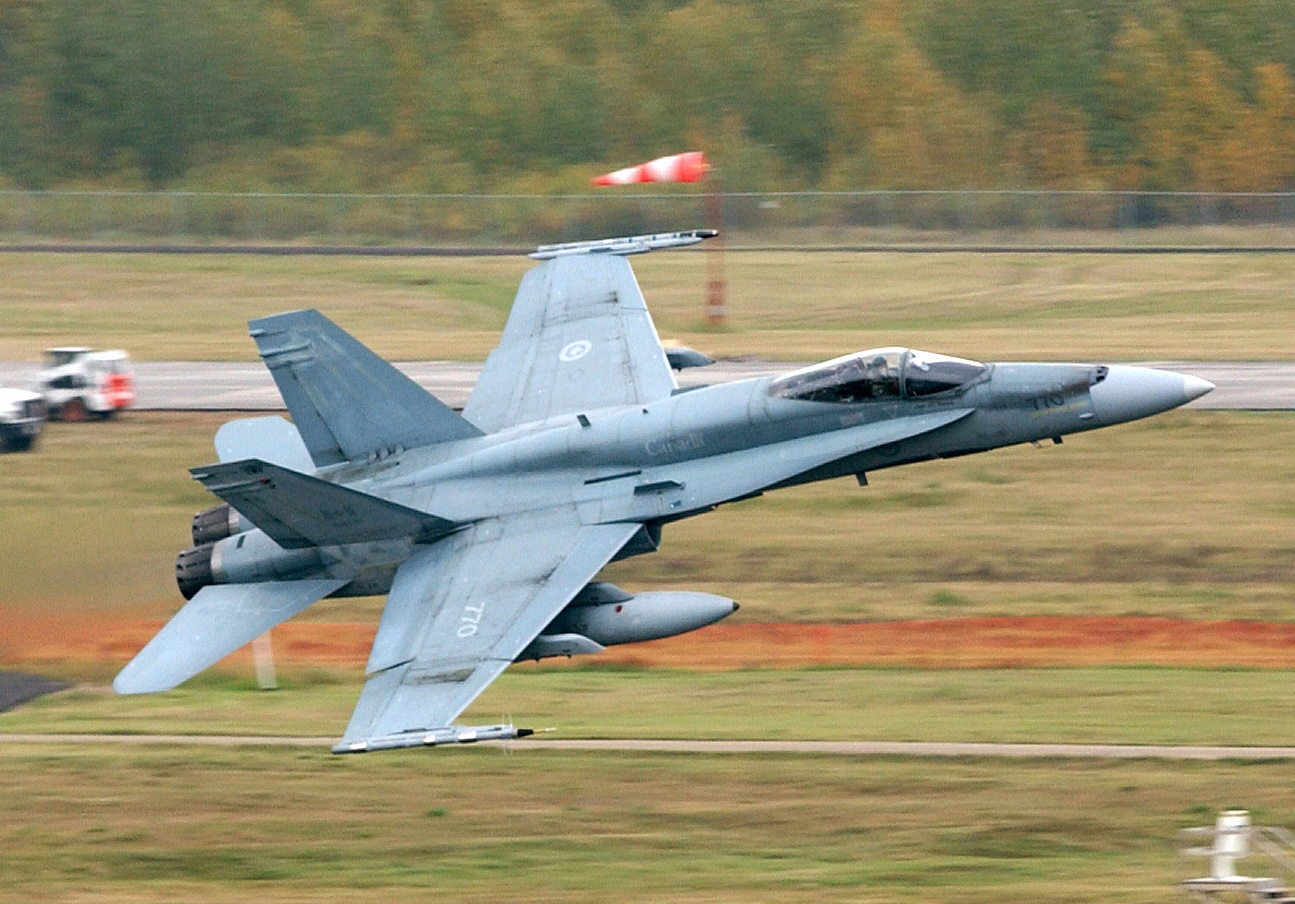
CF-18 despegando desde Cold Lake, Alberta, durante el 2º Tiger Meet of the Americas (2003).

- CF-18A : Caza y avión de ataque a tierra monoplaza. Designado CF-188A por las Fuerzas Canadienses.
- CF-18B : Versión de entrenamiento biplaza. Designado CF-188B por las Fuerzas Canadienses.

### Desarrollos relacionados
- YF-17 Cobra
- F/A-18 Hornet
- EF-18 Hornet
- F/A-18E/F Super Hornet

### Aeronaves similares
- JF-17 Thunder
- F-16 Fighting Falcon
- Mikoyan MiG-29
- Mirage 2000
- Saab 39 Gripen